# کورنتا ژان
کورنتا ژان (فرانسوی: Corentin Jean‎) یک بازیکن فوتبال اهل فرانسه است که در پست مهاجم برای موناکو در لوشامپیونه بازی می‌کند.
وی در فصل ۱۵–۲۰۱۴ به همراه تیم تروا، قهرمان لیگ ۲ فرانسه شده‌است.